# NGC 4123
NGC 4123 (другие обозначения — UGC 7116, IRAS12056+0309, MCG 1-31-23, ZWG 41.42, MK 1466, UM 477, KCPG 322B, PGC 38531) — спиральная галактика с перемычкой (SBb) в созвездии Дева.
Этот объект входит в число перечисленных в оригинальной редакции «Нового общего каталога».
Галактика NGC 4123 входит в состав группы галактик NGC 4123. Помимо NGC 4123 в группу также входят NGC 4116, NGC 4179, UGC 7035, UGC 7178, UGC 7185 и UGC 7332.
Имеет перемычку небольшого размера. Диск галактики не имеет признаков усечения.